# Vanilla ribeiroi
Vanilla ribeiroi ist eine Pflanzenart aus der Gattung Vanille (Vanilla) in der Familie der Orchideen (Orchidaceae). Sie wächst als Kletterpflanze in Brasilien.

## Beschreibung
Vanilla ribeiroi ist eine immergrüne Kletterpflanze. Der Spross misst etwa einen halben Zentimeter Durchmesser, die Nodien sind kaum verdickt. Die Blätter werden zwölf bis 13 Zentimeter lang und etwa 2,5 Zentimeter breit. Die Blattform ist länglich-oval, an der Basis abgerundet mit kurzem Blattstiel (0,6 bis 0,8 Zentimeter), vorne spitz endend.
Die Blütezeit von Vanilla ribeiroi liegt im November. Der Blütenstand trägt fünf bis zwölf weiße Blüten. Die Blütenstandsachse ist fleischig verdickt, die Tragblätter sind ebenfalls dick, abstehend, konkav, sie enden stumpf. Der Fruchtknoten ist am Ende wie zu winzigen Kelchblättern verbreitert. Sepalen und Petalen sind vier bis 4,5 Zentimeter lang, 1,3 bis 1,4 Zentimeter breit, sie enden stumpf. Die inneren Blütenblätter sind etwas kleiner als die äußeren und auf der Außenseite deutlich gekielt. Die Lippe ist drei bis vier Zentimeter lang und bis zu zwei Zentimeter breit, zur Mitte hin gelblich gefärbt. Der Rand ist gewellt und mit gelben Fransen besetzt, mittig auf der Lippe sitzen etwa einen Millimeter lange Haare. Die ziemlich gerade Säule wird 2,75 Zentimeter lang und ist auf der Unterseite behaart. Die Säule ist auf der Hälfte ihrer Länge mit der Lippe verwachsen.

## Verbreitung
Vanilla ribeiroi kommt in Brasilien, Guyana und in Kolumbien vor. Sie besiedelt Wälder an Flussufern.

## Systematik und botanische Geschichte
Vanilla ribeiroi wurde 1910 von Frederico Carlos Hoehne erstmals beschrieben.
Innerhalb der Gattung Vanilla wird Vanilla ribeiroi in die Untergattung Xanata und dort in die Sektion Xanata, die nur Arten der Neotropis enthält, eingeordnet. Laut Portères ähnelt Vanilla ribeiroi weiteren südamerikanischen Vanilla-Arten wie Vanilla angustipetala, diese wird von Soto Arenas und Cribb jedoch in eine andere Untergattung gestellt. Sie nennen als besonders ähnliche Art die mittelamerikanische Vanilla helleri, weitere verwandte Arten sind in der Verwandtschaftsgruppe um die Gewürzvanille (Vanilla planifolia) zusammengefasst. Ähnlich wie Vanilla ribeiroi ist auch die allerdings blattlose Vanilla penicillata.